# Чемберс, Джеймс
Джеймс Че́мберс (англ. James Chambers; 1920, Трентон, Нью-Джерси, США — 1989) — американский валторнист и музыкальный педагог.

## Биография
Джеймс Чемберс родился в семье музыкантов-любителей. Он начал заниматься музыкой в возрасте 10 лет. С 1938 по 1941 год он учился в Кёртисовском институте музыке под руководством Антона Хорнера. После окончания учёбы в течение года работал в Питтсбургском симфоническом оркестре, руководимым в то время дирижёром Фрицем Райнером. В 1942 году Чемберс получил место солиста-валторниста в Филадельфийский оркестре. Затем в 1946 году он перебрался в Нью-Йоркский филармонический оркестр, где провёл бо́льшую часть своей профессиональной карьеры. В том же году он начал преподавать в Джульярдской школе искусств. В 1969 году Джеймс Чемберс был вынужден прекратить исполнительскую деятельность по состоянию здоровья, однако в течение ещё 18 лет исполнял обязанности менеджера оркестра Нью-Йоркской филармонии. В 1979 году Чемберс был избран почётным членом Международного общества валторнистов.